# Glyptopetalum euphlebium
Glyptopetalum euphlebium är en benvedsväxtart som beskrevs av Merrill. Glyptopetalum euphlebium ingår i släktet Glyptopetalum och familjen Celastraceae. Inga underarter finns listade.